# Efferia haloesus
Efferia haloesus är en tvåvingeart som först beskrevs av Walker 1849.  Efferia haloesus ingår i släktet Efferia och familjen rovflugor.
Artens utbredningsområde är Jamaica. Inga underarter finns listade i Catalogue of Life.